# Ralph Dupas
Ralph Dupas (* 14. Oktober 1935 in New Orleans, Luisiana, USA; † 25. Januar 2008) war ein US-amerikanischer Boxer im Halbmittelgewicht und WBA- und WBC-Weltmeister.

## Karriere
In seinem Profidebüt boxte er gegen Ray Smith nur unentschieden. Gegen Kid Centella musste er in seinem achten Fight bereits seine erste Pleite hinnehmen. Am 29. April im Jahre 1963 siegte er über Denny Moyer und wurde dadurch Weltmeister der Verbände WBC und WBA. 
Nur zwei Monate später verteidigte er diese beiden Titel gegen Moyer im direkten Rückkampf. Im November desselben Jahres nahm ihm der Italiener Sandro Mazzinghi die Titel allerdings durch einen Punktsieg ab. Das Rematch gegen den Italiener, welches ebenfalls noch im selben Jahr stattfand, verlor Dupas durch technischen K. o. in Runde 13.